# Ogrodzieniec, Ermland-Masurien
Ogrodzieniec (tyska: Neudeck) är en by i nordvästra Polen i Ermland-Masurien.
Orten tillhörde Ostpreussen i Tyskland fram till 1945 och var mest känd som Paul von Hindenburgs lantegendom. Hindenburgs herrgård plundrades och brändes av sovjetiska soldater 1945. Neudeck blev en del av Folkrepubliken Polen samma år. De flesta av den tyska befolkningen evakuerades eller flydde innan Röda armén anlände. Resten utvisades efter kriget. Ruinerna av herrgården revs runt 1950.